# Marš na Rim
Marš na Rim također i Pohod na Rim bila je politička demonstracija koja je trajala od 27. do 29. listopada 1922., i koja je imala za cilj pokušaj vojnog udara, kojeg je neuspješno pokušala napraviti talijanska fašistička stranka (PNF), koja je ipak uspjela ostvariti da vođa stranke Benito Mussolini postane šef talijanske vlade djeleći zajedno vlast s diktatorom Viktorom Emanuelom III.

## Pozadina
Italija je bila jedna od zemalja pobjednica u prvom svjetskom ratu s velikim gubicima, a nije dobila sve teritorijalne oblasti koje su joj obećane od saveznica da 1915. godine stupi u rat na njihovoj strani. Taj razlog, zajedno s velikom globalnom ekonomskom krizom poslije rata, negativno se odrazio na vladajuću talijansku politiku, što dovodi do povećane podrške
kommunistima i talijanskim fašistima. Poslije Prvog svjetskog rata fašistima raste politička podrška i kroz nasilje, kada na nasilan način uništavaju komunističke organizacije u dolini rijeke Po u sjevernoj Italiji. Općenito, fašisti nisu imali veliki broj glasova u parlamentu (imali su 20 poslaničkih mandata u vrijeme pohoda na Rim). Kada je talijanska vlada prolazila kroz period duboke krize, fašisti odlučuju pokušati preuzeti vlast u državi kroz vojni udar.

## Slijed događaja
U pohodu na Rim, glavni grad Italije, sudjelovalo je 30 000 crnokošuljaša i tzv. squadrista (fašistički ulični borci), koje su predvodili Italo Balbo, Emilio De Bono, Michele Bianchi i Cesare Maria De Vecchi dok je Mussolini čekao u Milanu. Glavnu skupinu je zaustavila talijanska policija a 9 000 koji su uspjeli doći do odredišta, bili su slabo organizirani i naoružani. U tom trenutku kralj ipak odlučuje dozvoliti Mussoliniju da sastavi vladu i da postane premijer 30. listopada.
Dan poslije crnokošuljaši paradiraju rimskim ulicama, ali već iste večeri Mussolini ih šalje vlakovima iz grada.
Dan izabran za marš, 28. listopada, postaje "Nova godina" u fašističkoj Italiji kada je novi kalendar uveden 1927. godine.

## Posljedice
Mussolini je postepeno povećavao svoju moć, sve dok praktično nije postao diktator. Ipak fašisti nisu imali tako veliku podršku naroda, a konzervativne stranke su cijelo vrijeme bile u opoziciji. Fašisti započinju agresivnu vanjsku politiku, intervencijom u španjolskom građanskom ratu i okupacijom Etiopije, što je približilo svijet Drugom svjetskom ratu, jer je Italija na taj način podrivala internacionalni stabilitet koji je uspostavljen poslije Prvog svjetskog rata (Liga naroda i njena kolektivna sigurnost). Mussolini je ostao vođa u Italiji sve do 1943., kada ga obara njegova vlastita fašistička stranka i talijanski kralj, pošto je Italija pretrpjela velike poraze od saveznika tijekom Drugog svjetskog rata.
Adolf Hitler je pogrešno protumačio slijed događaja (kao i mnogi drugi) i vjerovao je da i njegova stranka NSDAP može preuzeti vlast u Njemačkoj na isti način. To dovodi do neuspjelog Hitlerovog puča 1923. Hitler je izvukao pouku da nacisti moraju doći na vlast zakonskim putem i dolazi na vlast na sličan način kao Mussolini, jer ga je konzervativni predsjednik Paul von Hindenburg imenovao kancelarom 1933. godine.